# Nuja
Nuja ókori egyiptomi uralkodó volt a második átmeneti korban; Alsó-Egyiptom egy része fölött uralkodott valamikor az i. e. 17. században. Neve egyetlen, ismeretlen lelőhelyű szkarabeuszról ismert. A második átmeneti kori szkarabeuszok vizsgálata alapján Kim Ryholt feltételezte, hogy Nuja a XIV. dinasztia egyik uralkodója volt, aki valamikor Neheszi és Jakubher között uralkodott. Ez azt jelenti, hogy Avariszból uralta a Nílus-delta keleti és talán a nyugati részét is, az i. e. 17. században.
Erik Hornung és Elisabeth Staehelin ezzel szemben a szkarabeuszon olvasható nevet a XV. dinasztiához tartozó Hian hükszosz király nevének olvassák, aki kb. i. e. 1610–1580 közt uralkodott. Ezt az olvasatot azonban Darrell Baker határozottan elutasítja.

## Fordítás
- Ez a szócikk részben vagy egészben  a   Nuya című angol Wikipédia-szócikk ezen változatának fordításán alapul.  Az eredeti cikk szerkesztőit annak laptörténete sorolja fel. Ez a jelzés csupán a megfogalmazás eredetét és a szerzői jogokat jelzi, nem szolgál a cikkben szereplő információk forrásmegjelöléseként.